# Viborg Katedralskole
Viborg Katedralskole (også kaldet "VK") er et gymnasium (STX og IB Diploma Programme) i Viborg med ca. 1.200 elever, heraf 120 i den internationale del. På kollegiet bor 173 elever fra ind- og udland.

## Historie
Katedralskolen er oprettet mellem år 1060 og midten af 1100-tallet. Det nøjagtige årstal kendes ikke, og man har derfor valgt at betragte år 1100 som skolens oprettelsesår. Derfor kunne skolen i år 2000 fejre sit 900 års jubilæum. Oprindelig var skolen et sted, hvor unge mænd og drenge blev uddannet til kirkelig tjeneste. Der blev dengang undervist i bibellæsning, salmesang og bønner, alting på latin. Skolens rektor dengang blev udpeget af bispen og var samtidig med sin funktion som lærer præst i en af Viborgs tolv sognekirker. Skolen havde fra 1060 adresse i Skolestræde 2.
Efter reformationen 1536, blev skolens forhold reguleret af kongens kirkeordinans. Det betød en forværring af skolens forhold, både økonomisk og med hensyn til undervisningen, og i de næste hundrede år var der mange rektorskifter. I 1772 flyttede skolen ind på Sct. Mogens Gade 1, som var blevet ombygget til at kunne rumme skolens elever og lærere.
Senere fik skolen anlagt en have på de som følge af branden, bare arealer omkring skolen. Haven er senere blevet kendt som Latinerhaven, og findes stadig. Den gamle skole og Latinerhaven ligger i nærheden af Viborg Domkirke.
I 1800-årene blev en række skolereformer indført, skolens bibliotek blev etableret, og i flere af fagene blev der nu undervist på dansk. I 1850 undervistes også i græsk, hebræisk, tysk og fransk - men ikke engelsk. Skolen havde da 50 elever, hvoraf 12 boede privat i byen.
I 1903 blev en lov indført, der gav pigerne adgang til gymnasiet og i 1904 startede den første pige på skolen.
Arkitekten Hack Kampmann påbegyndte i 1922 en ny skolebygning, som i 1926 stod færdig. Bygningen blev finansieret med midlerne fra salget af de Dansk-Vestindiske øer, hvilket også var tilfældet for Randers Statsskole. Hack Kampmann døde imidlertid inden skolen stod færdig, hvorfor hans søn, arkitekt Christian Kampmann overtog arbejdet. Skolen, der nu er fredet, ligger nu på hjørnet af Skivevej og Aalborgvej.
Den nuværende skolebygning er bygget i nyklassicistisk stil, og er ligesom Randers Statsskole, der ligner til forveksling, blevet moderniseret indvendig sidenhen, og er nu en fuldt moderne skole i historiske rammer. Den store forskel på Viborg Katedralskole og Randers Statsskole er i øvrigt at Randers Statsskole er en firefløjsbygning, mens Viborg Katedralskole er en mere klassisk, franskinspireret trefløjsbygning med en balustrade og åben gårdsplads. Filminstruktør Nils Malmros udnævnte i øvrigt Viborg Katedralskole som landets smukkeste, da han valgte netop denne skole til sin film "Kærestesorger" som fik premiere i 2009.
Skolen blev renoveret i starten af 2007 da man tilføjede et stort lokale på den tidligere loftsetage, for at muliggøre gruppearbejde. Lokalet fik navnet "Kampmannsalen" efter skolens arkitekt. I 2009 blev nye toiletter indviet. I 2017 blev en omfattende renovering af alle skolens lokaler gennemført, således at alle lokaler nu er moderniserede og udstyret med et avanceret ventilationssystem.
Skolen er dels en STX-skole (alment gymnasium) med et stort udvalg af studieretninger inden for sprog, samfundsfag, naturvidenskab og kreative fag. Derudover har skolen siden 2015 udbudt International Baccalaureate Diploma Programme (IB), som er en international studentereksamen med vægt på et højt akademisk niveau, almen dannelse og et internationalt udsyn. Alle fag læses på engelsk og svarer til A eller B-niveau i det danske gymnasium. Eksamen (Diploma) giver adgang til videregående uddannelse i hele verden og naturligvis også i Danmark.
Viborg Katedralskole har en række forskellige udvalg, Minerva (Danmarks ældste ungdomsforening), Cafeudvalget, NOVUS, Radio Wad-Up, Grøn VK, og et elevråd (Senatet). Hver andet år gennemføres en stor musical, som er planlagt og gennemført af eleverne selv.

## Rektorer (efter Reformationen)
- 1530 – 1540: Frans Berg (?), Kjeld Juel (?)
- 1540 – 1554: Oluf Nielsen Schytte
- 1554 – 1555: Rimboldt Pedersen
- 1555 – 1560: Oluf Jensen
- 1560 00000: Biskop Peder Thøgersen Løvenbalk (fung.)
- 1560 – 1567: Niels Juel
- 1567 – 1574: Hans Pedersen Butzer
- 1574 – 1581: Jacob Jensen Holm
- 1581 – 1584: Peder Jensen Høg. Kannik, død 1603. Gravstenen endnu bevaret i Viborg Domkirke.
- 1584 – 1593: Christen Nielsen Ræv
- 1593 – 1603: Villads Nielsen Brøns
- 1603 – 1604: Christen Sørensen Lomborg (Longomontanus)
- 1604 – 1608: Hans Lauridsen Blix
- 1608 – 1610: Bonde Nielsen
- 1610 – 1612: (Vacance)
- 1612 – 1615: Henrik Nielsen Arctander
- 1615 – 1616: Gabriel Falster
- 1617 – 1625: Otto Christensen Blichfeldt
- 1625 – 1626: Niels Poulsen Scandorf
- 1626 – 1627: Christoffer Hansen
- 1627 – 1630: Villads Nielsen Brøns (fung.)
- 1630 – 1635: Hans Hansen von Echten
- 1635 – 1672: Niels Jensen Aars
- 1672 – 1691: Jens Juelby
- 1691 – 1705: Jens Reenberg
- 1705 – 1733: Niels Schive
- 1733 – 1744: Jens Ostenfeld
- 1744 – 1764: Peter Arff
- 1764 – 1776: Peter Jessen
- 1776 – 1783: Jens Hjersing
- 1783 – 1806: Jørgen Hansen
- 1806 – 1814: Carl Ferdinand Degen
- 1814 – 1841: Frederich Hasselbalch
- 1841 – 1844: Christian Frederik Ingerslev
- 1844 – 1866: Frederik Christian Olsen
- 1866 – 1892: Hans Henrik Lefolii
- 1892 – 1908: Carl Arnold Heise
- 1908 – 1922: J.E. Olsen
- 1922 – 1932: Carl V. Østergaard
- 1932 – 1954: Frits Paludan-Müller
- 1954 – 1978: Karl Olsen
- 1978 – 1994: Ole Søgaard Larsen
- 1994 – 2010: Erling Østergaard
- 2005 – 2006: Orla Højris Jensen (Konstitueret)
- 2011– 00000: Helge Markussen